# Domaszno
Domaszno – wieś w Polsce położona w województwie łódzkim, w powiecie opoczyńskim, w gminie Drzewica.
W latach 1954–1959 wieś należała i była siedzibą władz gromady Domaszno, po jej zniesieniu w gromadzie Drzewica. W latach 1975–1998 miejscowość administracyjnie należała do województwa radomskiego.
Wieś jest siedzibą rzymskokatolickiej parafii Matki Bożej Częstochowskiej.